# Jakowo
Jakowo (bułg. Яково) – wieś w Bułgarii, w obwodzie Błagojewgrad, w gminie Petricz. Według danych szacunkowych Ujednoliconego Systemu Ewidencji Ludności oraz Usług Administracyjnych dla Ludności, 15 czerwca 2020 roku miejscowość liczyła 74 mieszkańców.

## Historia
Według statystyk Wasiła Kynczowa do 1900 roku we wsi mieszkało 360 bułgarskich chrześcijan.

## Zabytki
Do rejestru zabytków wpisana jest Cerkiew św. Piotra i Pawła.

## Film
W miejscowości Jakowo kręcony był 12-odcinkowy serial pt „Wangelija”, opowiadający losy bułgarskiej wieszczki – Baby Wangi. Z tego też powodu, wiele miejscowych domów zostało wyremontowanych.

## Osoby związane z miejscowością

### Urodzeni
- Stoimen wojwoda (1804–1860) – bułgarski hajducki wojewoda